# Michael Cimino (actor)
Michael Cimino (Las Vegas, 10 de noviembre de 1999) es un actor estadounidense. Es conocido por sus papeles como Bob Palmeri en Annabelle Comes Home y Victor Salazar en la serie de Hulu Love, Victor, una serie spin-off de la película Love, Simon de 2018.
Su actual pareja es la actriz Hispano-Britanica Dafne Keen, conocida por interpretar a X-23 en el Universo cinematográfico de Marvel.

## Vida y carrera
Cimino nació y se crio en Las Vegas, Nevada, y es de ascendencia italoalemana y puertorriqueña. Cimino enfrentó el racismo en la escuela primaria, diciendo que los niños lo tiraban al suelo y lo pateaban, y decían que comía insectos, aunque dice que esas experiencias lo hicieron más compasivo con los demás.
Comenzó a actuar a los ocho años después de unirse a un grupo de actuación enseñado por un miembro de la iglesia.
Cimino se graduó temprano de la escuela secundaria para dedicarse a la actuación de manera más seria y decidió no asistir a la universidad.
Los primeros créditos de actuación de Cimino incluyen un comercial de GEICO y un piloto de 2016 para el programa Hopefuls de Nickelodeon. Se mudó a Los Ángeles cuando tenía 18 años.
Apareció en la película de terror de 2019 Annabelle Comes Home, interpretando el papel de Bob Palmeri. Le gusta cantar y tocar la guitarra e incluyó su canción "Everything I Own" en la banda sonora de la película.
En agosto de 2019 se anunció que interpretaría el papel principal de Victor Salazar en la serie Love, Victor de Disney+.
El programa se trasladó más tarde a Hulu, donde se estrenó en junio de 2020.
Cimino consultó con su primo gay para asegurarse de que el papel de Víctor fuera un personaje creíble e identificable. En 2020, se unió al elenco de voces de Black Box, una serie de podcasts de ciencia ficción guionizados.
En 2025, se estrenó la película de terror Until Dawn, basada en el videojuego del mismo título y dirigida por David F. Sandberg, donde Cimino interpreta el personaje de Max.

## Filmografía

### Películas
| Año  | Título                          | Papel          | Notas          |
| ---- | ------------------------------- | -------------- | -------------- |
| 2015 | Limitless Potential             | Bob            | Película corta |
| 2016 | Shangri-La Suite                | Joven Teijo    |                |
| 2018 | Dog Days                        | Dej            | Película corta |
| 2019 | Annabelle Comes Home            | Bob Palmeri    |                |
| 2019 | No Child Left Behind            | Brian          |                |
| 2022 | Senior Year                     | Lance Harrison |                |
| 2023 | Centurion: The Dancing Stallion | Miguel         |                |
| 2024 | Girl Haunts Boy                 | Cole           |                |
| 2025 | Until Dawn                      | Max            |                |

### Televisión
| Año       | Título                       | Papel                   | Notas                                 |
| --------- | ---------------------------- | ----------------------- | ------------------------------------- |
| 2017      | Training Day                 | Joven Sadiq             | Episodio: «Tunnel Vision»             |
| 2018      | Dog Days                     | Dej                     | Cortometraje                          |
| 2018      | ¡Caíste!                     | Brlayden                | Episodio: «Too Cool for High School»  |
| 2020–2022 | Love, Victor                 | Victor Salazar          | Rol principal                         |
| 2022–2025 | Hamster & Gretel             | Kevin Grant-Gomez (voz) | Protagonista                          |
| 2022      | Disney Theme Song Takeover   | Kevin Grant-Gomez (voz) | Episodio: "Kevin Theme Song Takeover" |
| 2023      | Chibiverse                   | Kevin Grant-Gomez (voz) | Episodio: "The Chibi Quiz Challenge"  |
| 2023–2025 | Moon Girl and Devil Dinosaur | Eduardo (voz)           | Papel recurrente                      |
| 2023      | How I Met Your Father        | Swish                   | Papel recurrente (temporada 2)        |
| 2023      | Yo nunca                     | Ethan                   | Rol secundario (temporada 4)          |
| 2025      | Motorheads                   | Zac                     | Rol Principal                         |